# Paróquia Sagrado Coração de Jesus (Itabira)
A Paróquia Sagrado Coração de Jesus é uma circunscrição eclesiástica católica brasileira sediada no município de Itabira, no interior do estado de Minas Gerais. Faz parte da Diocese de Itabira-Fabriciano, estando situada na Região Pastoral I. Foi criada em 12 de fevereiro de 2012, composta por onze comunidades.